# Bitter CD2
Pour les articles homonymes, voir Bitter.
La Bitter CD2 est une automobile de la marque Bitter.